# Église Sainte-Lucie d'Ost
Pour les articles homonymes, voir Église Sainte-Lucie.
L'église Sainte-Lucie d'Ost est une église catholique située à  Ayzac-Ost, dans le département français des Hautes-Pyrénées en France.

## Localisation
Elle se situe au centre du hameau d'Ost dans le Lavedan.

## Historique
L'église Sainte Lucie est d'origine médiévale et fut reconstruite au XIXe siècle. C'est en 1668, que le clocher-mur traditionnel dans le Lavedan, fut remplacé par un clocher-tour à quatre pans de murs, plus solide pour recevoir des cloches. Le bâtiment et l'intérieur ont été rénovés en 2010.

## Galerie de photos

Sélection de vues diverses
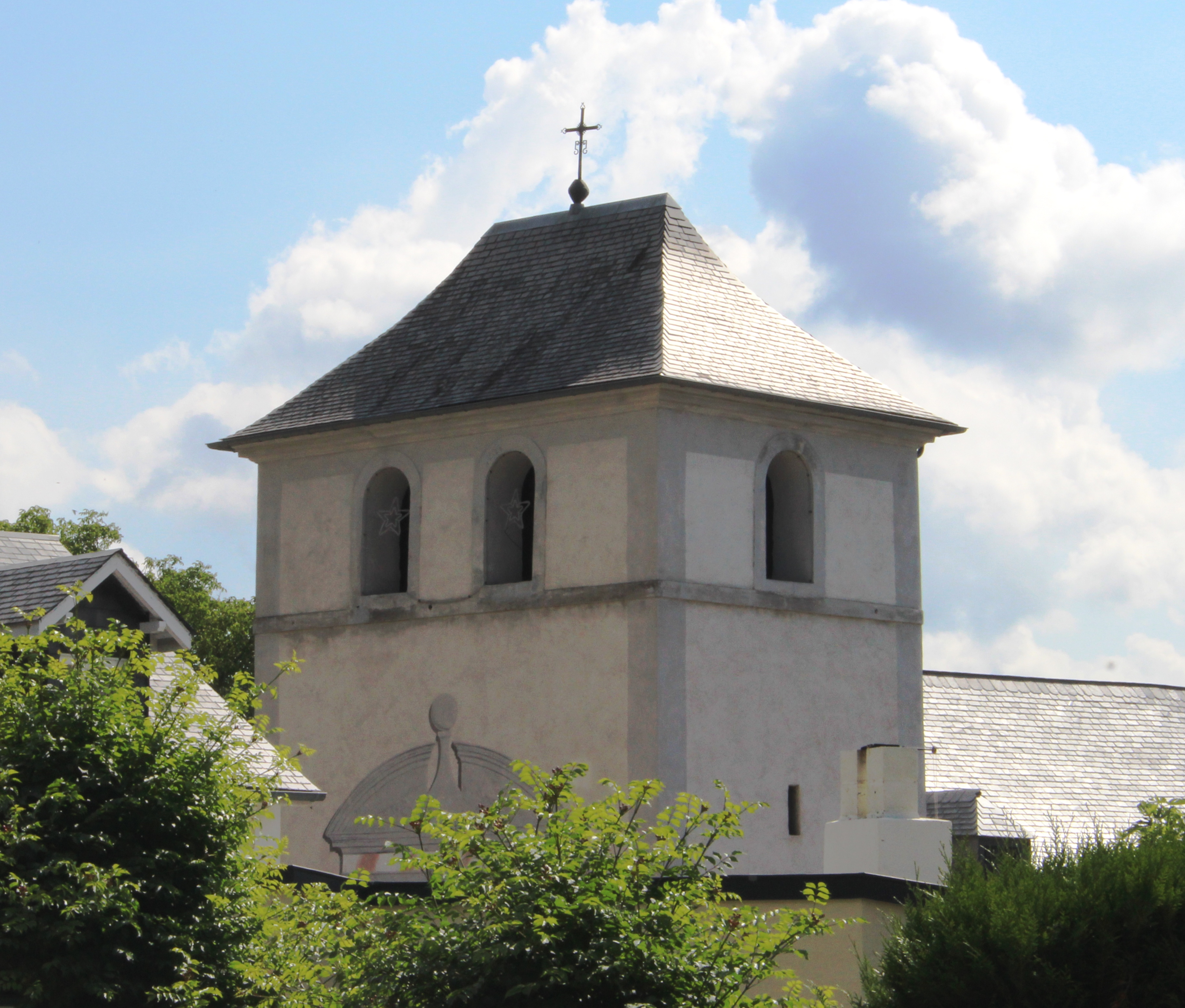
Clocher.
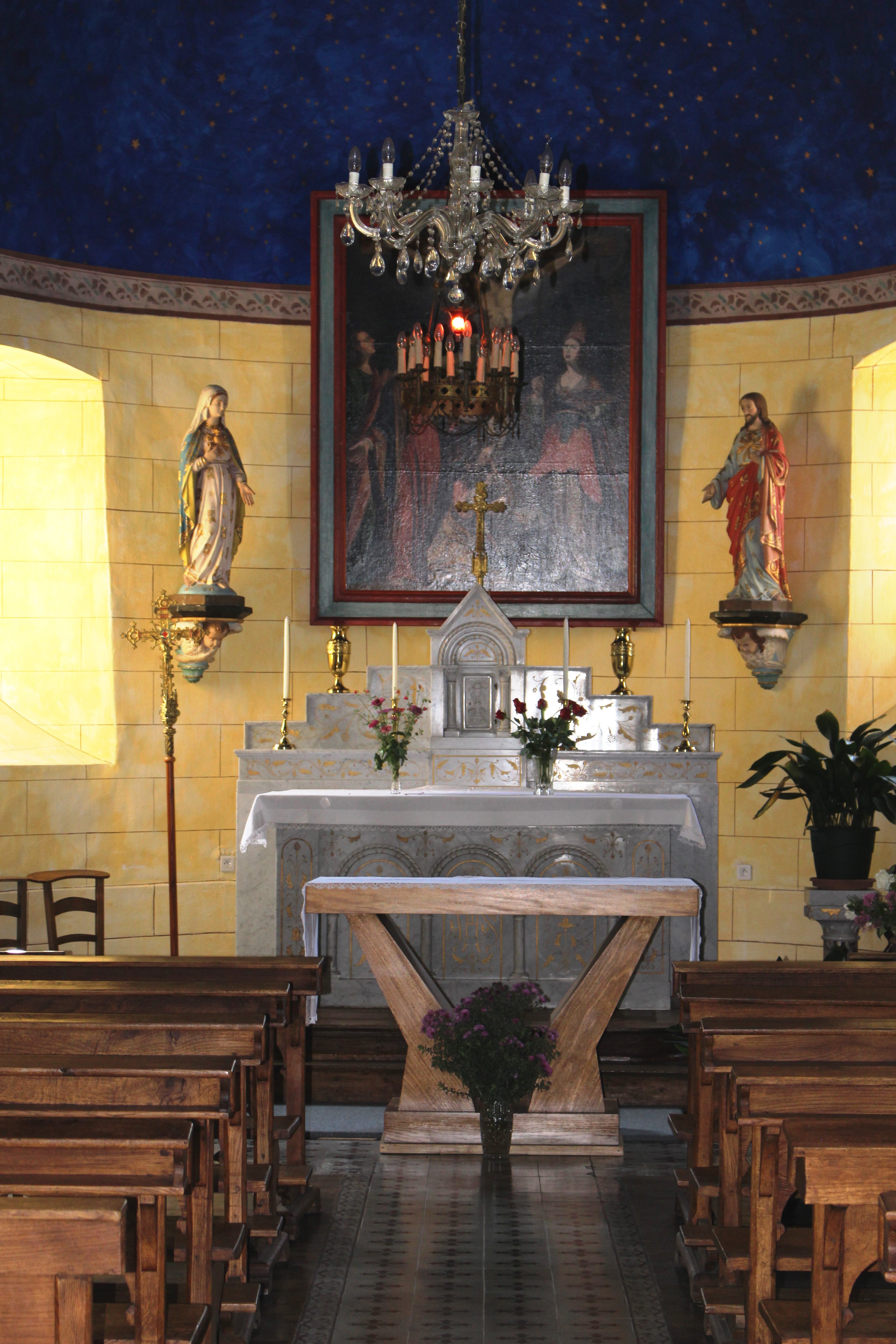
Chœur.
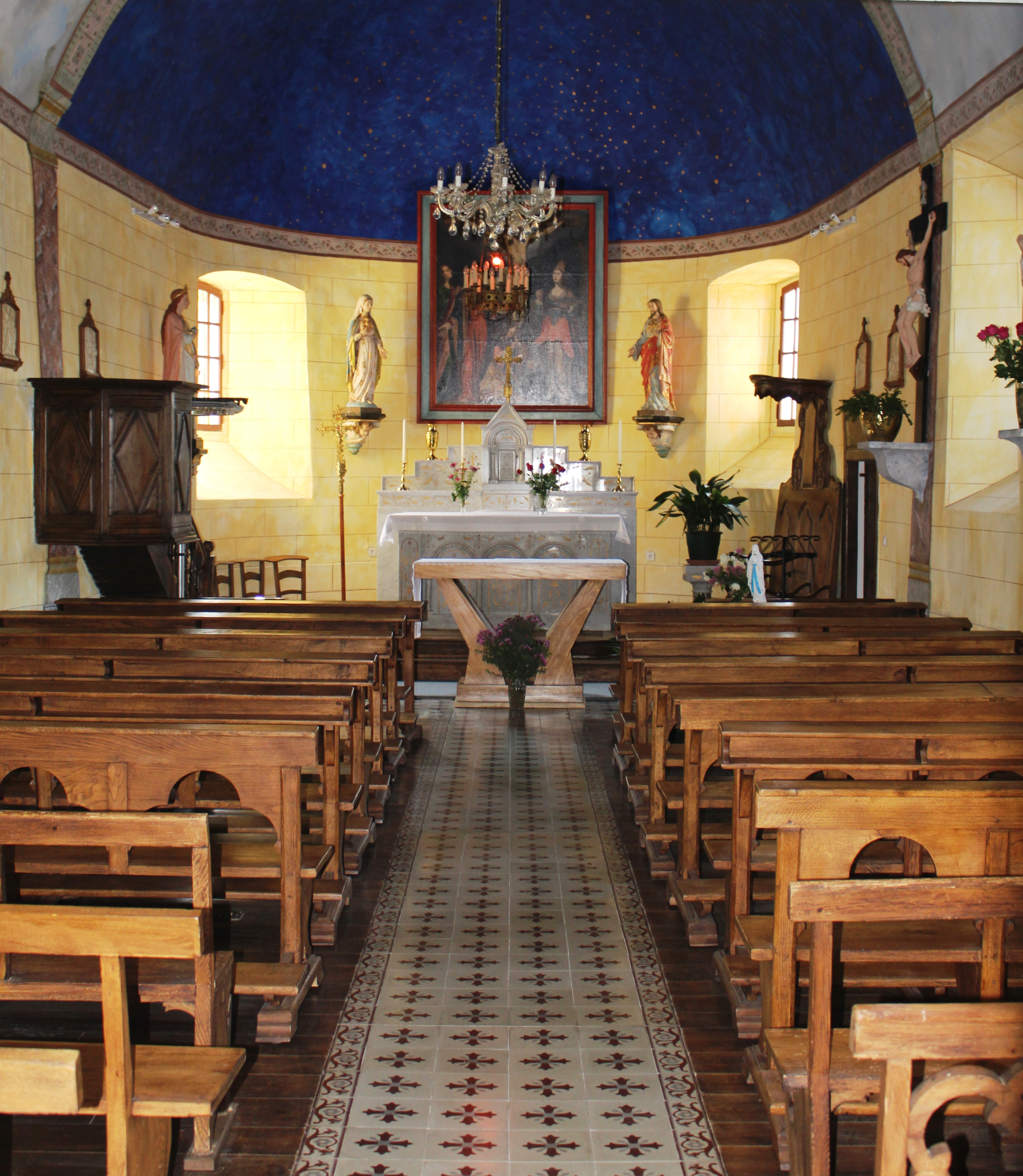